# Cerodontha bicolorata
Cerodontha bicolorata är en tvåvingeart som beskrevs av Spencer 1969. Cerodontha bicolorata ingår i släktet Cerodontha och familjen minerarflugor. Inga underarter finns listade i Catalogue of Life.